# 岡本三代
岡本 三代（おかもと みよ、1978年7月1日 - ）は、高知県高知市出身の元女子サッカー選手・指導者。現役時代のポジションはミッドフィールダー。静岡学園高等学校卒業。現在はサッカータイ王国女子代表とU-20サッカータイ王国女子代表の監督を兼任。

## 来歴
中学校在学中に鈴与清水FCラブリーレディースよりスカウトされ、1994年に入団。1995年度よりレギュラーとして試合に出るようになったが、1998年度シーズン終了後、所属する鈴与清水がL・リーグより脱退、退団して地元である高知県に戻り、県内の女子サッカークラブであるベーネグルッポでプレーした。
2001年に岡山湯郷Belleに入団。翌2002年に中国女子サッカー選手権優勝と第24回全日本女子サッカー選手権大会を経験した。2003年には岡山湯郷がL・リーグに昇格し、再び同リーグでプレーするようになり、主将も務めたが、怪我の影響もあり2003年度シーズン終了後退団。高知県に戻り、ベーネグルッポに復帰した。
2006年、所属クラブが他クラブと合併してKochi ganador FCとなった際に参加。参加当初は選手としてのみの活動であったが、後監督を兼任するようになった。
2009年〜2012年　JFAナショナルトレセンコーチ
2013年〜2024年　JFAナショナルコーチングスタッフ
2013年、チャレンジリーグに昇格したセレッソ大阪堺レディースのヘッドコーチと、その下部組織のセレッソ大阪堺ガールズの監督に就任した。
2019年、セレッソ大阪堺レディースの監督に就任した。
2021年、1月22日タイサッカー協会からサッカータイ王国女子代表とU-20サッカータイ王国女子代表の監督に就任することが発表された。
2023年、U-19日本女子代表コーチに就任した。

## タイトル
- 岡山湯郷Belle
  - 中国女子サッカー選手権大会優勝 (2002年)

## 選出歴等
- 国民体育大会高知県選抜